# Reinhard Brunner
Reinhard Brunner (* 20. Februar 1961 in Stuttgart) ist ein deutscher Maler und Grafiker.

## Leben
Reinhard Brunner legte 1980 an der Gesamtschule Waldhäuser-Ost (heute: Geschwister-Scholl-Schule) in Tübingen das Abitur ab. Nach einem Studium der neuen deutschen Literatur und der Japanologie an der Eberhard Karls Universität Tübingen begann er 1991 als freischaffender Künstler. Seit 2005 ist er Mitglied im Künstlerbund Tübingen. 2009 übernahm er die künstlerische Leitung der Galerie peripherie im Tübinger Sudhaus. Neben der deutschen besitzt Brunner auch die Schweizer Staatsbürgerschaft. Er lebt und arbeitet in Tübingen.

## Werk
Das künstlerische Werk Brunners besteht vor allem aus Gemälden und Grafiken. Dabei wird die Farbe von Brunner nicht nur auf Papier und Leinwand, sondern auch auf ungewöhnliche Untergründe, wie Span- oder Resopalplatten, aufgetragen. Typisch für seine Bilder ist die parallele Verwendung unterschiedlicher Auftragetechniken. Zur Schaffung seiner Bilder verwendet Brunner Pinsel, Spachtel, Schwämme und zahlreiche andere Instrumente. Die aufgetragenen Farben werden teilweise auch geschliffen, geschichtet oder erhitzt.
Darüber hinaus existieren auch dreidimensionale Bildobjekte aus der Hand Brunners, die aber nur einen kleinen Teil seines Gesamtwerks ausmachen. Die Werke Brunners sind fast ausnahmslos abstrakt. Er selbst bezeichnet seine Stilrichtung als „abstrakt-expressiv-minimalistische Farbmalerei“.

## Ausstellungen

### Einzelausstellungen
- 1993 „Vanitas“, Kulturamt Prenzlauer Berg, Berlin
- 1994 „Exile on Mainstream“, Galerie im Turm, Bremen
- 1999 „Auf den zweiten Blick“, Galerie Herold, Bremen
- 2001 „Think and Paint“, Salomon Jost Gallery, New York
- 2000 „Log in“, Galerie Weißes Häusle, Hechingen
- 2005 „Carte blanche“, Kulturhalle, Tübingen
- 2006 „Schwarz und mehr“, Künstlerbund, Tübingen
- 2008 „Schwarz auf Weiß“, Galerie 13, Besigheim
- 2009 „Tafelbilder“, Galerie peripherie, Tübingen
- 2011 „darunter-dahinter“, Künstlerbund, Tübingen
- 2017 "an(-)scheinend", Galerie Reinhold Maas, Reutlingen
- 2018 „mont blanc“, Galerie plan.d, Düsseldorf
- 2018 „Künstler der Galerie 2018“ Galerie Reinhold Maas, Reutlingen
- 2018 „Kunstpunkte 2018“, Düsseldorf (Gastschaft Atelier Hwang)
- 2018 „Graubunt“, Galerie Künstlerbund Tübingen e.V.
- 2018 „Unterwelt“, Jahresausstellung Künstlerbund Tübingen e.V.
- 2019 „Und die Wände schauen zurück ...“, Galerie plan.d, Düsseldorf
- 2019 „MEPHISTO“, Galerie in der Zehntscheuer, Möglingen
- 2019 „Zwischenwelt“, Jahresausstellung 2019, Künstlerbund Tübingen e.V.
- 2020	„Malerei“, Galerie Reinhold Maas, Reutlingen

### Gruppenausstellungen
- 1992 „Blicke werfen“, Gemeinschaftsatelier, Tübingen
- 1994 „In Progress“, Städtische Galerie Bremen im Buntentor, Bremen
- 1995 „Europisk Fris“, Universitetshuset 3tr, Lund
- 1998 „Morphing Systems“, Ausstellungsräume Klinik Freigutstraße, Zürich
- 2004 „Shedset“, Shedhalle, Tübingen
- 2006 „Kunst vor Ort“, Künstlerbund, Tübingen
- 2007 „Spuren“, Neues Schloss, Stuttgart
- 2007 „Enzyklopädie“, Künstlerbund, Tübingen
- 2007 „Art pur“, Kunstamt, Tübingen
- 2008 „Bilderreisen-Reisebilder“, Künstlerbund, Tübingen
- 2010 „-10%“, Künstlerbund, Tübingen
- 2011 „gebündelt“, Künstlerbund, Tübingen
- 2012 „Privatbesitz“, Städtische Galerie im Buntentor, Bremen
- 2012 „art-verwandt“, Künstlerbund, Tübingen
- 2013 „Trial & Error“, Shedhalle, Tübingen
- 2014 „Trash Corner“, Still-und-Wagnerareal, Reutlingen
- 2014 „Zeichnungen Reinhard Brunner, Skulpturen und Plastiken – Ralf Ehmann“, Galerie Reinhold Maas, Reutlingen
- 2014 „short_hand_made“, Ausstellungsraum Grindel 117, Hamburg
- 2015 „Raumgewinn“, Kunsthalle, Tübingen
- 2015 „Jahresausstellung 2015“, Künstlerbund, Tübingen[5].